# 蘇奧湖
蘇奧湖是俄羅斯的湖泊，由卡累利阿共和國負責管轄，該湖長20.5公里、寬4.7公里，面積63.4平方公里，海拔高度137米，平均水深3.5米，最大水深24米，湖中有50個島嶼。